# Волянська Лідія Богданівна
Волянська Лідія Богданівна (нар. 14 вересня 1950, Рейн) — українська письменниця, редактор.

## Біографія
Народилася 14 вересня 1950 р. у місті Рейні (Німеччина). У 1952 р. родина переїхала до Оттави (Канада), потім до Вінніпегу, в 1957 р. — до Монреалю. Навчалася у школі-пансіонаті сестер-служебниць ордену Пренепорочної Діви Марії, студіювала англійську літературу в Університеті МакГілл, вивчала бойове мистецтво айкідо. Вперше приїхала в Україну в 1991 р. з групою айкідоїстів. З 1993 р. мешкає в Україні. У 1994 р. заснувала англомовний інвестиційний тижневик «Eastern Economist», в 1995 — щоденний дайджест новин «EE Daily». У 1994—2003 рр. брала участь у діяльності різних бізнес-організацій в Україні, викладала айкідо в різних містах України. З 2003 р. мешкає в Яремчі, займається редакторською справою, перекладами.